# Houhai
Koordinaten: 39° 56′ 28″ N, 116° 22′ 44″ O

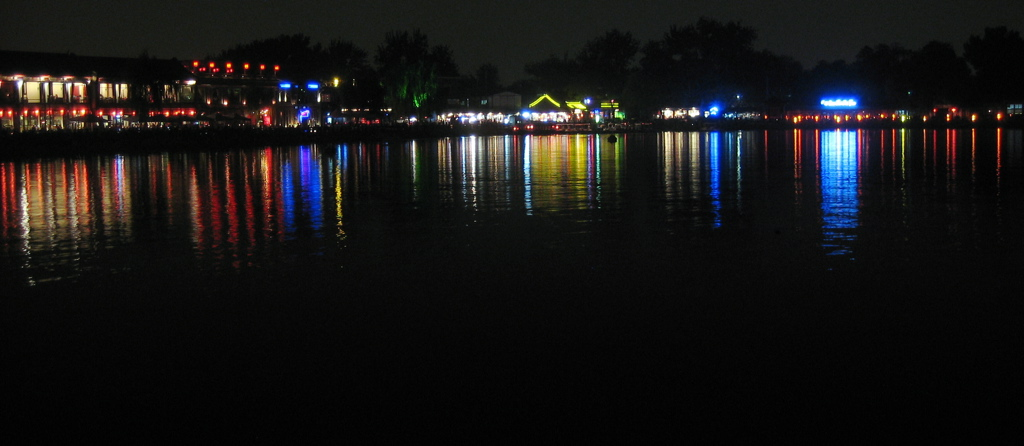
Der Houhai-See bei Nacht.

Houhai (chinesisch 后海, Pinyin hòuhǎi, englisch Rear Lake) ist der größte See im Zentralgebiet von Peking, China und liegt im Stadtbezirk Xicheng. Houhai beschreibt zudem die Nachbarschaft um den See herum. Ab der Jahrtausendwende hat sich das Hutong-Gebiet am Houhai zu einem beliebten Ausgehzentrum mit vielen Restaurants, Bars und Cafés entwickelt; besonders beliebt ist die Gegend bei Touristen, „Expats“ und hippen Bewohnern Pekings.
In der Gegend befindet sich auch das Soong Ching-ling-Museum, das an Song Qingling erinnert, und das der Qing-Dynastie gewidmete Museum Prince Gong Mansion.